# Mạng lưới xã hội
Mạng lưới xã hội là một cấu trúc xã hội hình thành bởi những cá nhân (hay những tổ chức), các cá nhân được gắn kết bởi sự phụ thuộc lẫn nhau thông qua những nút thắt như tình bạn, quan hệ họ hàng, sở thích chung, trao đổi tài chính, quan hệ tình dục, những mối quan hệ về niềm tin, kiến thức và uy tín.
Đơn giản hơn, mạng lưới xã hội là đồ thị những mối quan hệ xác định, ví dụ như tình bạn. Các nút thắt gắn kết cá nhân với xã hội chính là những mối liên hệ xã hội của cá nhân đó. Mạng lưới xã hội có thể dùng để kiểm tra vốn xã hội - giá trị mà cá nhân có được từ mạng lưới xã hội. Những khái niệm này thường được biểu thị trong biểu đồ mạng xã hội, trong đó các nút thắt chính là các điểm và các mối quan hệ là những đường kẻ.

## Tổng quan
Mạng lưới xã hội là một khái niệm lý thuyết hữu dụng, được sử dụng trong khoa học xã hội để nghiên cứu mối quan hệ giữa con người với con người, giữa các nhóm, các tổ chức hay thậm chí là toàn xã hội (các tế bào xã hội). Khái niệm này được sử dụng để miêu tả một cấu trúc xã hội được hình thành bởi các tương tác đó.